# Оптична довжина шляху
Оптична довжина шляху — сума добутків відстаней, прохідних для монохроматичних випромінювань у різних середовищах, на відповідні показники заломлення цих середовищ.
Оптична довжина шляху між точками А і В прозорого середовища — відстань, на яку світло (Оптичне випромінювання) поширилося б у вакуумі за час його проходження від А до В. Оптичною довжиною шляху в однорідному середовищі називається добуток відстані, пройденої світлом в середовищі S з показником заломлення n, на показник заломлення:
{\displaystyle l=nS}
Для неоднорідного середовища необхідно розбити геометричну довжину на настільки малі проміжки, що можна було б вважати на цьому проміжку показник заломлення постійним:
{\displaystyle {\rm {d}}l=n{\rm {d}}s}
Повна оптична довжина шляху знаходиться інтегруванням:
{\displaystyle l=\int \limits _{A}^{B}n{\rm {d}}S}